# Caterina d'Olzinelles
Caterina d'Olzinelles   (segle XV - segle XV) fou una burgesa que processada per adulteri després d'haver enviudat "per no haver respectat la memòria del seu difunt marit" Rafael d'Olzinelles després d'haver enviudat.

## Biografia
Caterina d'Olzinelles va ser detinguda i posteriorment empresonada a la casa de les Repenedides l'any 1448 per ordre de la reina Maria de Castella. Va ser acusada de pecat de carnalitat i de portar una mala vida. El seu cas va ser objecte de deliberació per part dels consellers de la ciutat de Barcelona en tres sessions diferents. És destacable el fet que el nom de Caterina no es menciona en cap de les actes d'aquestes tres sessions, sinó que se l'anomena com la muller del difunt Rafael d'Olzinelles, és a dir, ella només era significada com a muller d'un difunt. I, de fet, les acusacions en contra seva radicaven en el fet que ella era una dona vídua que no havia respectat la memòria del seu difunt marit.
El fill de Caterina va sol·licitar a les autoritats municipals que intervinguessin en aquesta qüestió, per tal d'evitar l'escàndol públic que suposava l'empresonament de la seva mare. D'aquesta manera, els consellers de la ciutat van delegar, en la persona de Berenguer Llull per tal que mitjancés amb els amics de Caterina, ja que eren aquests suposats amics els qui l'havien denunciada.
Així les coses, la reina va tornar a intervenir en l'afer i va ordenar al veguer que tragués Caterina del convent de les Repenedides, però amb la condició que els amics escollissin un lloc adequat per a la seva reclusió. Tanmateix, Caterina va demanar que fos retornada al convent. Veiem, doncs, com Caterina també va prendre partit en l'assumpte, ja que va fer pressió per quedar-se a la casa de les Repenedides. Podem entendre el seu gest com un acte de rebel·lia enfront de la seva família, els amics i les autoritats que disposaven lliurement del seu cos en contra de la seva voluntat. El veguer fou requerit perquè alliberés Caterina o bé que, d'acord amb les Constitucions i els capítols de les corts generals de Catalunya, la tanqués a la presó de la cort del veguer, que és on havien de ser empresonades les persones culpables d'un delicte.
Els consellers finalment van optar per treure-la del convent, mentre el veguer deliberava sobre el seu cas. Tanmateix, van considerar necessari que algun amic es fes càrrec d'ella per tal d'acabar amb los grans escàndols e inconvenients qui per rahó de la dita dona se porien seguir. Però, si això no era possible, calia que Caterina fos reclosa en algun monestir de clausura, o a les Egipcíaques. Aquesta institució va ser creada pels consellers de la ciutat de Barcelona, d'acord amb un informe municipal de l'any 1500, per guardar a les dones adúlteres de la ira i els maltractaments de llurs marits, a més d'ajudar-les a deixar llur vida adúltera. Quinze dies més tard, Caterina va ser reclosa a la casa de les Egipcíaques per ordre dels consellers, ja que sembla que cap dels seus amics va voler fer-se càrrec de la vídua, després d'haver-la acusada de grans deshonestedats, de bogeria i de vicis detestables. No sabem exactament quin gran delicte va cometre Caterina, malgrat que podem afirmar que es tractava d'un delicte sexual. Tot i que als nostres ulls Caterina era una dona lliure, ella no va actuar com s'esperava d'una dona vídua. Podem dir, doncs, que el control marital s'estenia més enllà de la mort, gràcies també a la vigilància que els parents, amics, veïns i autoritats exercien sobre elles.